# コーレーガーオンの戦い
コーレーガーオンの戦い（コーレーガーオンのたたかい、英語：Battle of Koregaon）は、1818年1月1日にインドのコーレーガーオンにおいて、イギリス東インド会社とマラーター王国との間に行われた第三次マラーター戦争の戦闘。

## 戦闘に至る経緯
1817年11月5日、マラーター軍はイギリス軍にカドキーの戦いで敗れ、そののちプネーをイギリス軍に占領された。
だが、マラーター王国の宰相バージー・ラーオ2世は軍を立て直し、再び同じ規模の戦力でイギリスとの対決に臨んだ。

## 戦闘とその後
1818年1月1日朝、マラーター王国軍はイギリス軍とコーレーガーオンで激突した。マラーター軍は前回と同じ騎兵2万・歩兵8,000であったのに対し、イギリス軍はほとんどがダリットから構成された歩兵500・騎兵250と劣勢であった.。
熾烈な戦いは丸一日続いたが、マラーター軍はバープー・ゴーカレーの息子ゴーヴィンド・ラーオ・ゴーカレーが戦死するなどの損害をこうむり、敗北を喫した。バージー・ラーオ2世はコーレーガーオンの戦場から2マイル離れていた丘から観望していたが、敗北を悟ってその夜のうちに撤退した。
その後、この戦いの戦勝を記念するダリットの紋章が刻まれた塔「コーレーガーオン塔」が建てられ、現在まで残っている。

### 200年後
2018年1月1日、プネにてコーレーガーオンの戦いの200周年記念式典が開催されたが、ダリットとヒンズー至上主義者が対立し暴動となった。